# 가다랭이잡이과
가다랭이잡이과(Sulidae)는 가다랭이잡이목에 속하는 바다새의 분류로, 가다랭이잡이와 부비 (또는 얼가니새)로 분류한다. 이전에는 사다새목으로 분류하였으나 최근에는 가다랭이잡이목으로 분류하고 있다. ‘가다랭이잡이’는 어부들이 붙인 이름으로, 이 새의 먹이가 가다랭이의 먹이와 같아서 이 새가 몰려있는 곳에서는 가다랭이가 많이 잡히기 때문에 붙인 것이다. 모두 10종을 포함하고 있다.

## 하위 속
- 가다랭이잡이속 (Morus) - 3종
- 얼가니새속 (Sula) - 6종
- 검은허벅다리가다랭이잡이속 (Papasula) - 유일종, 검은허벅다리가다랭이잡이